# Дзедушицкий, Франтишек Ян
Ян Франтишек Дзедушицкий (1640—1704) — государственный и военный деятель Речи Посполитой, староста жидачевский (1662—1694), каштелян киевский (1682—1704), воевода подольский (1689—1704).

## Биография
Представитель польского дворянского рода Дзедушицких герба «Сас». Сын каштеляна любачевского Александра (ум. до 1653) и Анны Чурило, дочери стольника саноцкого Николая Чурило и Софии Лянцкоронской. Брат — хорунжий каменецкий Николай Дзедушицкий (ум. 1682).
Рост карьеры Франтишека Дзедушицкого начался после брака с дочерью мечника великого коронного Яна Станислава Яблоновского.
С молодости находился на военной службе. В 1667 году — ротмистр казацкой хоругви. В 1673 году во время Хотинской битвы Франтишек Ян Дзедушицкий командовал казацкой хоругвью. Имел сторонников среди шляхты Червонной Руси и Подолии.
В 1662 году Франтишек Ян Дзедушицкий был назначен старостой жидачевским, в 1682 году получил должность каштеляна киевского и стал сенатором Речи Посполитой.
В 1683 году участвовал в Венской битве с турками-османами. В 1685 году руководил восстановлением Жидачевского замка, за что от местного сеймика получил благодарность и частичное возмещение затраченных средств. В 1689 году Франтишек Ян Дзедушицкий получил должность воеводы подольского.
В 1690 году унаследовал материнское наследство. В 1694 году передал жидачевское староство своему сыну Ежи Станиславу.
В 1699 году был избран сенатом членом комиссии по передаче Каменца-Подольского от турецкой администрации.
В январе 1704 года Франтишек Ян Дзедушицкий написал завещане, скончался в мае 1704 года. Перечислил значительные денежные средства на кафедральный костёл во Львове.

## Семья
В 1658 году 18-летний Франтишек Ян Дзедушицкий женился на Софии Яблоновской, дочери мечника великого коронного Яна Станислава Яблоновского (1600—1647) и Анны Остророг (1610—1648). Дети:
- Ежи Станислав Дзедушицкий (1670—1730), староста жидачевский (1694), граф (1697), ловчий великий коронный (1703—1704), конюший великий коронный (1704—1730).
- Розалия Дзедушицкая, жена воеводы познанского Франтишека Зигмунда Галецкого (1645—1711)
- Саломея Дзедушицкая (род. 1679), жена Войцеха Мясковского
- Марианна Дзедушицкая (ум. 1711), жена с 1697 года Александра Доминика Тарновского (1668—1707)
- Ефросинья Дзедушицкая, жена Владислава Скарбека
- Людвика Дзедушицкая, жена старосты борецкого Яна Даниловича (ум. после 1730)
- Петронелла Дзедушицкая, монахиня